# Bến cũ
Bến cũ là nhan đề một phim diễm tình do ông Phan Tại đạo diễn, xuất phẩm năm 1953 tại Hà Nội.

## Lịch sử
Cuối thập niên 1940, tại Đông Dương vẫn chưa có hàng ngũ tài tử hát bóng chuyên nghiệp, cũng chưa hình thành bất cứ cơ sở chế tác và in tráng điện ảnh quy mô lớn ngoài những cơ quan nhỏ chuyên làm phim tài liệu trực thuộc CEFEO. Nhưng ngay cả CEFEO, mỗi khi cần thực hiện một cuốn phim truyện cũng phải rất vất vả thuê tài tử ở Pháp sang hoặc tận dụng tại chỗ các tài tử cải lương, tân nhạc, thoại kịch người Việt, thậm chí mời cả nhạc công, kí giả khi quá gấp.
Vì thế, sang đến đầu thập niên 1950, khi tình hình trị an đã tương đối vãn hồi, các gánh hát lớn bắt đầu đua nhau lập hãng phim để bắt kịp xu thế coi hát bóng ở chốn thị thành. Nhưng kì thực, những đoàn ca nhạc này tuy nhân sự lớn nhưng hoàn toàn thiếu kinh nghiệm điện ảnh, phải thuê kĩ sư từ Hương Cảng, Phi Luật Tân và cả Pháp sang thực hiện, sau đó lại gửi phim ra ngoại quốc in tráng. Bởi vậy, chất lượng phim thường vô cùng hạn chế, đa số chiếu vài bữa đã cụt vốn, không cạnh tranh được với các xuất phẩm điện ảnh Hollywood và Hương Cảng. Có những gánh hát phải rã đám vì không bù lỗ nổi, băng cũng phải đem tiêu hủy.
Năm 1952, trong bầu không khí văn nghệ thời chiến ưa chuộng sự tươi mát thanh xuân của tình người, doanh gia Thái Thúc Nha xin cấp phép thành lập tại Sài Gòn An-pha Điện-ảnh Công-ti (gọi tắt Alpha Films), bắt đầu thực hiện các cuốn phim thời sự ngắn và chuẩn bị chế tác một sản phẩm điện ảnh có đầu tư kĩ lưỡng. Thời điểm ấy, đề án Kiếp hoa của Kim-Chung Điện-ảnh Công-ti ngoài Hà Nội đang ráo riết chuẩn bị tiến hành tại sân quay Hương Cảng và được quảng bá rầm rộ trên mặt báo ba miền. Vì thế, ông chủ Thái Thúc Nha ở Sài Gòn quyết định dồn toàn lực vào một dự án gọi là Bến cũ, lấy tứ từ những câu truyện tình lâm li bi đát đang rất ăn khách trên sân khấu cải lương Hà thành bấy giờ đang chiếm thế thượng phong so với cải lương gốc Nam Kỳ đã sa đà vào những tiết tấu lỗi thời. Cũng nhằm cạnh tranh với hãng Kim Chung, phía hãng Alpha quyết định thực hiện phần gia công tại Paris, gồm giai đoạn cắt phim và hòa âm. Phim làm hậu kì xong được đưa theo tàu thủy về bến cảng Sài Gòn, nhưng do thủ tục thông quan quá chậm nên đành ra sau Kiếp hoa 4 ngày (Hà Nội) và 5 ngày (Sài Gòn). Bởi thế, theo kí giả Duy Mỹ năm 1957 (sau là thành viên ban Tam ca Sao Băng), Kiếp hoa dù ráp nối lâu hơn nhưng chiếm kỉ lục là phim có tiếng tiên phong của nền điện ảnh Việt Nam. Dù vậy, trong khoảng một năm, hai cuốn phim này thi nhau gặt hái doanh thu vô cùng lớn và gây nên cơn sốt ái mộ trong thị dân khắp Việt Nam, các ca khúc chủ đề được in lên bìa vở học trò và cũng rất ăn khách.
Sau hiệp định Genève, nhân sự nòng cốt cả hãng Kim Chung và Alpha đều di cư hẳn vào thủ đô Sài Gòn. Tuy nhiên phía Kim Chung xóa bảng hiệu điện ảnh, chỉ tập trung phát triển nghệ thuật cải lương, còn Alpha Films tiếp tục cải tiến phương tiện kĩ thuật và kiện toàn hóa nhân lực để chổi dậy thành một trong ba cơ sở điện ảnh lớn nhất Việt Nam Cộng hòa. Hãng này cùng Trung tâm Quốc gia Điện ảnh, Mỹ Vân Điện ảnh Công ty và vài hãng nhỏ nữa kí kết nghị định thành lập Liên-Ảnh công-ty, một liên doanh chế tác phát hành phim có thị phần bậc nhất Đông Nam Á thập niên 1960, trước khi phải nhượng vị cho sự chổi dậy của điện ảnh Thái Lan.

## Văn hóa
Cuốn phim Bến cũ trở thành hoài niệm rất đẹp đối với thế hệ Hà Nội sinh trưởng thập niên 1940-50, được gửi vào nhiều kí thuật mãi về sau này. Tuy nhiên vì những biến cố lịch sử trước sau mốc 1975, hiện tại ở Việt Nam không còn bản phim ngoài vài bức ảnh chụp bích chương và cảnh công chiếu. Theo lời các hậu duệ nhà Thái Thúc, cuộn băng gốc phục vụ hậu kì nay có thể vẫn lưu lạc tại Pháp, nhưng địa điểm tàng trữ chưa được rõ.
Mặc dù Sài Gòn mới là trụ sở hãng chế tác, tuy nhiên bộ phim được đưa ra Hà Nội trình chiếu trước rồi cũng là phim Việt Nam đầu tiên được qua Pháp giới thiệu. Có nhẽ vì phần đông chuyên viên và tài tử cũng đều là người gốc Bắc cũng như nói đặc giọng Hà Nội.
| “ | Mặc dù tình hình chiến sự biến chuyển trên các chiến trường Đông Dương và vật giá leo thang, đời sống giải trí Hà Nội thời gian này lại hết sức sôi động. Các bộ phim của Mỹ được chiếu hàng tuần song song với viện trợ của Mỹ tăng lên. Sự thịnh vượng của nền giải trí nghe nhìn tại các rạp chiếu bóng và rạp hát khiến cho giấc mơ điện ảnh Việt Nam đã đến lúc thành hiện thực. Năm 1953, cùng lúc có vài bộ phim nói tiếng Việt ra đời. (lược thuật trường hợp phim Kiếp hoa) Kiếp hoa với cốt truyện lâm ly và nhất là cảnh thực Việt Nam được đưa lên màn ảnh đã gây một cơn sốt khi ấy. Sau khi chiếu 25 ngày liền tại rạp Olympia và Đại Nam ở Hà Nội, bộ phim được chiếu 52 ngày tại Sài Gòn, và được đưa về Hà Nội chiếu tại rạp Bắc Đô dịp cuối năm. Hai bộ phim Kiếp hoa và Bến cũ đã chiếm các rạp Hà Nội vài tháng cuối năm 1953, so kè với các phim Âu Mỹ, tạo nên không khí thưởng thức sôi động cho một đô thị cần những liều thuốc giải phiền với những “cuốn phim hoàn toàn Việt của người Việt tạo tác, về đời sống dân Việt. Con thuyền muốn xa bến, ra khơi, tìm gió lộng, trời cao mà dòng Định-Mệnh lại đẩy về Bến Cũ. Tất cả bài tính tâm sự tình ái, hi sinh, cao cả thuần túy Việt Nam” (quảng cáo phim Bến cũ ra mắt 7-11-1953 tại rạp Long Biên, Hà Nội). Đoàn Ái Liên giờ đây đã đủ tiềm lực để sản xuất bộ phim Nghệ thuật và hạnh phúc và Phạm Công-Cúc Hoa ở Sài Gòn. Không còn những bản phim này, nhưng theo quảng cáo trên báo và bản nhạc Túi đàn của Canh Thân (Nxb. Tinh Hoa, 1953) thì đây dường như là những bộ phim nhạc kịch với các diễn viên cải lương của đoàn Ái Liên, trong đó nhạc sĩ Canh Thân là cậu của danh ca Ái Liên. Một đạo diễn Việt Nam ở Pháp là Phạm Văn Nhận cũng làm một số phim ngắn như Một trang nhật ký, Hai thế giới và Giá của hạnh phúc khoảng 1952-1953 với âm nhạc của nhạc sĩ Đan Trường (ông được biết đến với ca khúc Trách người đi và Chiếc áo the thâm tàn). Bộ phim Bến cũ cũng không phải là ngoại lệ khi diễn viên chính Hoàng Vĩnh Lộc cũng là một tác giả lời ca cho một số bài hát của Lâm Tuyền khi đó như Hình ảnh một buổi chiều (bài hát trong phim), Tơ sầu, Trở về dĩ vãng, Tiếng thời gian, Khúc nhạc ly hương (2) và người viết kịch bản phim cùng Thái Thúc Nha là nhạc sĩ Lê Thương – một người gốc Bắc. Những bài ca đã có đời sống lâu dài hơn những bộ phim. Chiến tranh chỉ thấp thoáng trong những bài hát này, ngầm ẩn sau những câu chuyện chia ly tan vỡ vì “sóng gió cuộc đời”. Chúng cũng gợi nên một ảo mộng về đời sống thanh bình và cũng dự cảm về sự phù du của phồn hoa. Các nhà nghệ sĩ ý thức rõ hoàn cảnh đương thời : “Một cốt chuyện bi đát gây ra bởi cuộc chiến tranh hiện tại. Kiếp hoa sẽ còn mãi mãi trong ký ức của những ai đã sống trong cảnh tượng đau thương khi khói lửa đang lan tràn trên đất nước. Xem phim đầu của Công ty điện ảnh Kim Chung, bạn sẽ thấy bâng khuâng và đôi khi buồn man mác khi thấy gió mùa chinh chiến đã phũ phàng vùi rập một Kiếp hoa”. Giai đoạn này người Hà Nội đứng trước một cuộc đổi thay mà họ biết là chắc chắn ngày đó sẽ đến. Hai bộ phim nổi bật nhất đều có nhân vật nữ chính có số phận không yên ổn : Ngọc Lan trong Kiếp hoa bị đàn ông hãm hại, Lệ Dung trong Bến cũ làm kỹ nữ ở vũ trường, cả hai đều rơi vào mối quan hệ tay ba. Quan điểm của các nhà đạo đức trong xã hội lúc này cũng có phần lo ngại về ảnh hưởng của phim ảnh “cao bồi” (chỉ các phim Mỹ được chiếu tại các rạp) và hát cải lương kiếm hiệp lại càng làm cho tuổi trẻ tiêm nhiễm hơn. Các luật sự biện hộ cho một vụ án các thanh thiếu niên từ 15-20 tuổi cướp bóc ở Sài Gòn là do chiến tranh tác động, “lại còn hàng ngày bị những phim ảnh chém giết, khiêu dâm và những tiểu thuyết hoang đường mê hoặc cám dỗ, nên một số các bạn trẻ như kể trên đã đặt cái hùng khí của thanh niên sai chỗ, để mang tội”. Nhà báo Hiền Nhân của tờ Tia Sáng đã đề xuất “cấm tiệt những cái gì có thể làm hại đến trí óc của tuổi trẻ và đề cao những hành động nhân ái và hùng dũng của tuổi trẻ hướng về quốc gia dân tộc một cách thẳng thắn” (Mục Tiếng Vang, Tia Sáng 2-10-1953). Các bộ phim Việt giai đoạn này có lẽ cũng tranh thủ được tình cảm của người Việt khi cất tiếng nói cho tâm tình của họ, thông cảm với số phận những người bất hạnh. Có thể nói, sân khấu, phim ảnh và âm nhạc được quảng bá mạnh mẽ có phần lớn nhờ hệ thống báo chí tại các đô thị dành nhiều đất cho đăng tải thông tin hàng ngày về các chương trình giải trí. Các báo như Tia Sáng, Thời Sự, Sông Hồng đều đặn đăng các quảng cáo vở diễn mới, phim mới và các chương trình ca nhạc. Mặc dù các tờ báo của các lực lượng chính trị khác nhau, phản ánh quan điểm chính trị có khi đối lập, cơ bản đều dành đất quảng bá đời sống giải trí đô thị khá rộng rãi. Phim ảnh kết hợp ca nhạc vào thời điểm 1953 thực sự trở thành món giải trí đại chúng có quy mô vượt hẳn những thú chơi thuở trước, khi các tao nhân mặc khách chỉ tụ họp những nhóm nhỏ nơi các xóm cô đầu hay các salon văn nghệ chật hẹp. Các rạp chiếu bóng giờ đây là nơi công khai phô bày những tình cảm, thậm chí khát vọng sâu kín của con người thông qua những bộ phim, trở thành điểm hẹn của nam thanh nữ tú Hà thành. | ” |
| — Nguyễn Trương Quý, Dòng định mệnh lại đẩy về bến cũ : Trích Một thời Hà Nội hát (du khảo), Nhà xuất bản Trẻ, Sài Gòn, 2018 | |   |

Trước khi dấn thân vào nghiệp điện ảnh, tài tử Hoàng Vĩnh Lộc là một ca sĩ phòng trà kiêm lực sĩ có tiếng tại Hà Nội, được lứa nữ sinh Hà thành rất ái mộ. Bộ ba Hoàng Trọng, Lâm Tuyền, Dạ Chung là thành viên cốt cán của ban Tiếng Tơ Đồng khuynh đảo các vũ trường Hà Nội, Hải Phòng. Sau thành công đầu tay này, Hoàng Vĩnh Lộc gia nhập giới chế tác phát hành phim, ông trở thành chuyên viên cao cấp của Trung tâm Quốc gia Điện ảnh, làm đạo diễn kiêm biên kịch, đồng thời khởi xướng Ngày Điện Ảnh Việt Nam cùng sự kiện thường niên Liên-hoan Điện-ảnh Á-châu (tổ chức luân phiên tại Đài Bắc, Hương Cảng, Đông Kinh, Sài Gòn, Manila, Bangkok, Phnom Penh và hiếm hơn là Seoul cùng Đê Ly - tức những nền điện ảnh lớn nhất Á châu thập niên 1960-70).
Đạo diễn kiêm nhà sản xuất Thái Thúc Nha tham gia sáng lập Trung tâm Quốc gia Điện ảnh (minh tinh Lê Quỳnh làm giám đốc) và được bầu làm tổng trưởng Hiệp hội Điện ảnh Việt Nam, thường xuyên được mời đọc diễn văn khai mạc Đại hội Điện ảnh Quốc gia.

## Kĩ thuật
Phim được thực hiện chủ yếu tại một số thắng cảnh Sài Gòn, Hà Nội và Hà Đông. Bên cạnh đó có mấy cảnh khó thực hiện được phỏng dựng tại Paris và Hương Cảng.

### Sản xuất
Kịch bản Bến cũ được soạn trong thời hoàng kim của điện ảnh ca vũ nhạc Hollywood, cho nên phần hòa âm phối khí được báo giới đương thời công nhận là đặc sắc nhất trong bộ phim này. Ông chủ Thái Thúc Nha hoàn toàn ủy thác phần đảm trách phối hợp âm nhạc cho nhạc sĩ trẻ Hoàng Trọng trùm ban Tiếng Tơ Đồng. Nhân vật này bấy giờ vẫn chưa có kinh nghiệm gì trong lĩnh vực phim ảnh nhưng lại là nhạc trưởng có uy tín tại Đài phát thanh Hà Nội và các vũ trường Hà thành. Ông bèn lựa ra một số nhạc phẩm của Lâm Tuyền, Dạ Chung, Phạm Duy vào phim.
- Hình ảnh một buổi chiều[5]
Soạn : Lâm Tuyền, Dạ Chung[6]
Ca : Thái Thanh (lồng tiếng cho Liên Hương)
- Bến cũ
Soạn : Anh Việt, Ngọc Quang
Ca : Ái Liên
- Tơ sầu
Soạn : Dạ Chung
- Trở về dĩ vãng
Soạn : Dạ Chung
- Tiếng thời gian
Soạn : Dạ Chung
- Khúc nhạc ly hương
Soạn : Dạ Chung

### Diễn xuất
Ngoại trừ ông Hoàng Vĩnh Lộc và bà Bích Ngà, nhân sự còn lại là các tài tử cải lương. Ngay sau khi phim đóng máy, nữ tài tử thứ chánh Bích Ngà kết hôn với một công dân Pháp rồi sang Paris định cư, bỏ hẳn nghiệp điện ảnh.
- Hoàng Vĩnh Lộc[8] — Thọ
- Bích Ngà — Vợ Thọ
- Liên Hương — Lệ Dung
- Bích Thuận[9][10] — ?

## Nội dung
— Biểu ngữ quảng cáo, Hà Nội, 1953
Bác sĩ Thọ một đêm kia vào vũ trường Arc-en-ciel định bụng tiêu khiển, tình cờ gặp Lệ Dung, đứa em gái của một người bạn đang làm ca nhi ở đó, Thọ muốn cứu cô em bạn khỏi nơi trầm luân. Vợ chàng lúc đầu ngần ngại nhưng sau cũng chiều chồng cho Lệ Dung đến chung sống trong gia đình. Dần dà tình thân theo thời gian chuyển sang tình yêu, gieo giông tố vào lòng Thọ và Lệ Dung.
Thọ nhận ra tình yêu ấy khi thấy mình ghen với Tuấn, em trai vợ Thọ từ Đà Lạt đến chơi, cũng phải lòng thiếu nữ bơ vơ. Thấy vợ Thọ âm thầm chịu đau khổ, Lệ Dung hiểu nỗi niềm cay đắng mà không muốn chia rẽ hạnh phúc của ân nhân, nên đành lòng dứt áo ra đi. 
Thọ đến vũ trường tìm Lệ Dung, nhưng hình ảnh vợ hiền con thơ kìm chân chàng không cho bước vào. Thế là mỗi đàng mỗi hướng, thuyền lần bước phiêu du về Bến Cũ.

## Liên kết
1. ↑  Nhựt báo Tia Sáng, số 1331, ngày 15 tháng 08 năm 1952
2. ↑  Nỗi lòng người viết nhạc phim
3. ↑  Nỗi niềm một người con
4. ↑  Đoạn tác giả cho phép công bố tự do trên mạng xã hội.
5. ↑  Soạn riêng cho phim Bến cũ. Sau khi phim công chiếu rất nhiều năm, ca khúc trở nên có số phận riêng và thường được biểu diễn trong các đại nhạc hội và dạ vũ phong cách cổ điển. Theo qui-ước, nghệ sĩ phải trình diễn kèm dương cầm và cầm sẵn trên tay nhạc bản.
6. ↑  Câu chuyện về tác giả Người tình không chân dung
7. ↑  Có ai còn nhớ
8. ↑  Các đạo diễn điện ảnh Việt Nam kì cựu
9. ↑  Nghệ sĩ Bích Thuận - một tài danh huyền thoại
10. ↑  Bích Thuận - nghệ sĩ tiền phong sân khấu cải lương (Nguyễn Phương)

### Tư liệu
- Rạp xi-nê Olympia Hàng Da năm 1952
- Phim và rạp ở Hà Nội xưa
- Kiếp hoa ngày ấy